# 捕鱼执照

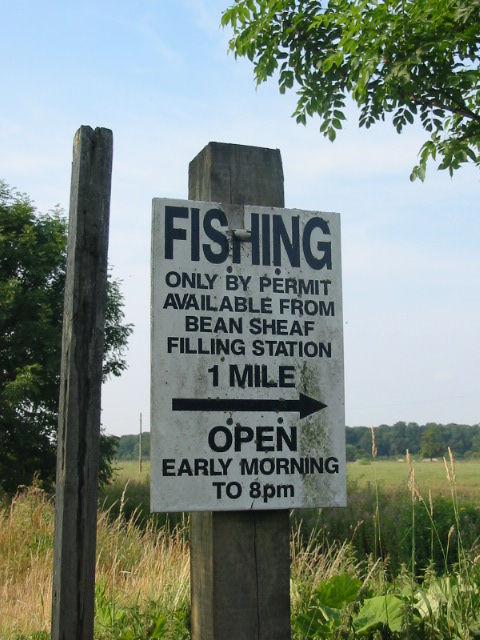
英国某地的警告牌提醒大众捕鱼必须拥有执照，并规定了时限

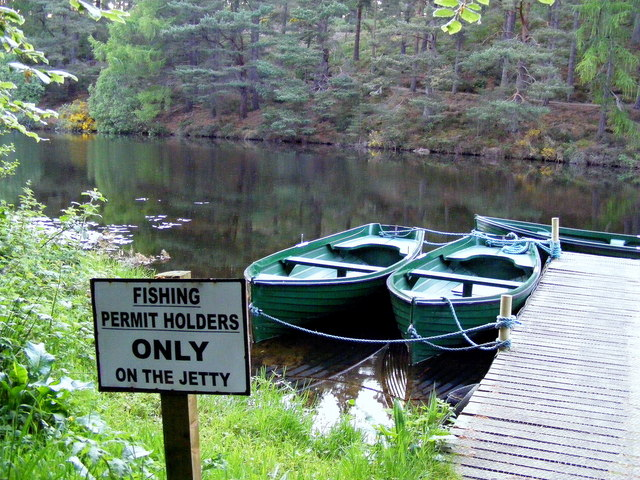
英国某地规定只允许持证才能使用的突堤

捕鱼执照（英語：fishing licence）也称捕鱼许可（fishing permit）或渔证，是许多西方国家的州/省政府和地方政府治下的行政机构为了规范民间捕鱼活动而常常采取的一种渔业管理手段，捕鱼者必须向监管部门申请或购买执照并获得合法许可后才可以进行捕鱼。拥有执照的捕鱼者通常需要定期付费维持执照的有效性，并同时需要严格遵守官方制定的一系列限制条例（比如被允许的目标鱼种、捕获量、捕鱼方式、是否放流、垃圾清理和环境保护的责任等）才能保持合法性，商业捕鱼和休闲捕鱼对申请执照的要求也会有不同。
在执照捕鱼的法治下，任何未经渔证授权或超出执照限定规则的捕鱼行为都可以被归为非法、瞒报及无管制捕鱼，执法部门和水警可依此定义违法偷渔进行介入遏止，并按照正当程序施以行政处罚（比如罚款或没收渔具）、逮捕或刑事起诉。

## 目的
捕鱼执照在管理上可以达到以下功能：
1. 执照收费可以补充增加监管机构和政府部门的预算，使其有资金去维持并改善自然资源管理，比如升级基础设施、定期进行增殖放流、雇用优秀的环境生物学团队研究并参与规划、设立专业的巡逻水警（渔警）监督执法并保护生态环境等。而更好的渔业资源和环境则会吸引更多的参与者愿意付费持证，进一步增加渔政部门的收入，形成投资优化、可持续的良性循环；
2. 明确持证者的合法性、所享权力和责任范围，同时为渔政管理提供一个硬性判定标准（有证至少合法，无证肯定非法——同驾照一样），减少模糊执法、任意执法、选择性执法的回旋余地，从而改善执法的透明度；
3. 提高参与捕鱼活动的社会经济地位门槛，筛选掉那些只抱着免费索取公共资源占便宜的功利心态、不愿担责、更可能不正当捕捞的低素质捕鱼者，并使能合法持证的捕鱼者因为沉没成本不愿失去执照而自觉遵守各项法规，从而减少渔政执法的工作压力和难度；
4. 执照的申请过程中可以加入考试环节，并借着备考的机会对捕鱼者进行宣传教育，提高整个捕鱼群体的知识素质水平和安全意识，从而改善捕鱼活动的整体氛围；
5. 注册执照可以让监管部门准确掌握捕鱼者的身份信息和联系方式，让有关机构可以随时联系捕鱼者并及时通知官方发布的重要信息（比如休渔期公告、增殖放流日程、景区活动、极端天气或自然灾害预警等），改善渔政监管的效果和效率。

## 历史

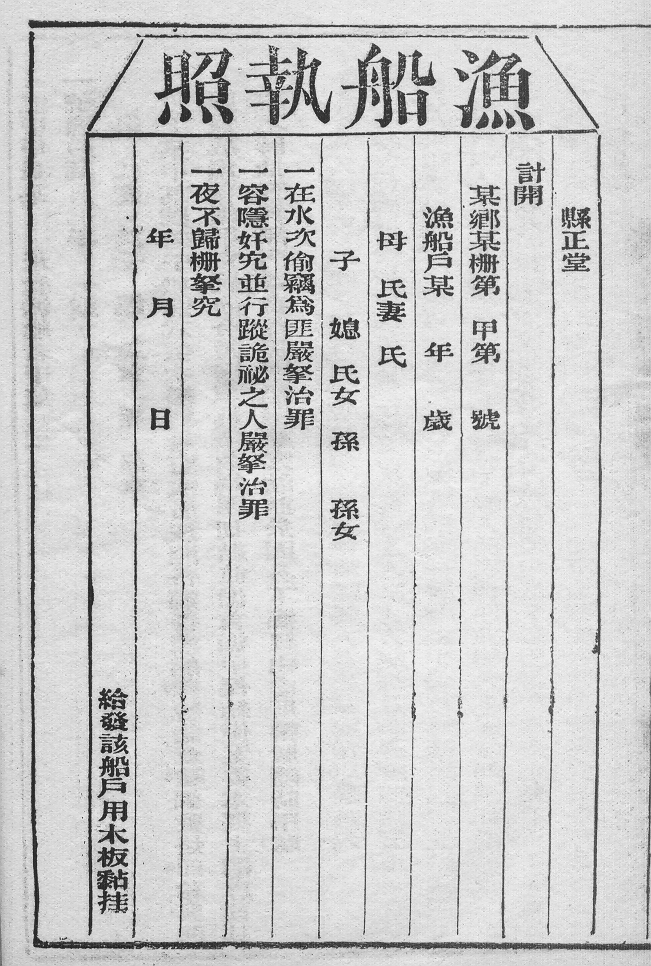
清朝《保甲书辑要》（1838）中收录的捕鱼执照

世界上最早由官方颁发的捕鱼执照其实来自于中国。在1765年，清朝政府为了管理沿海人口而颁布了新的保甲令，要求所有渔船运营者都必须申请捕鱼执照，而广东的疍家船夫则至少在1729年就必须持证才能打渔。出海时渔船必须在船头挂上政府赐予的木制执照，上面写有船主以及船员和随行家人的名字、船只的运营性质、所停泊的母港、执照被批准的日期和注册号码、以及持证人是否有违规受罚的记录。但在现代，因为中华人民共和国的地方渔政执法部门的专业性参差不齐，并普遍缺乏对捕鱼文化的认识了解和对渔业资源管理的工作积极性，加上中国大陆民众普遍反感政府收费并对实名制办证抱有抵触情绪，民间的法治意识和政府的公信力也相对缺失，反而迟迟没有大规模建立捕鱼执照制度的计划。因为缺乏专业的统一标准，执法者也不追求名正言顺能严谨服众，“一刀切”式的懒政、主观臆断和选择性执法的情况很常见，对渔业资源的管理也普遍缺乏灵活性。
在美国，俄勒冈州因为鲟鱼被过度捕捞而导致资源崩溃，率先在1899年要求商业捕鱼必须持有执照，并且在1901年开始要求休闲捕鱼也必须持证。同年，印第安纳州开始强制要求持有狩猎执照，在1913年将捕鱼权附加在狩猎许可之上。宾夕法尼亚州在1919年开始颁布休闲捕鱼执照，但只对其它州的外地人强制，而且当年也只颁发了50个执照；但在1922年改为本州居民也必须持证，使得当年办证数量暴增，售出超过20万当地执照和2700外地执照。现今美国各州的捕鱼许可都由各州政府的渔政部门颁发，民众可以通过电话、网站或在各种渔具零售商办理申请。